# Tetraneuris
Tetraneuris es un género de plantas fanerógamas perteneciente a la familia de las asteráceas. Comprende 42 especies descritas y de estas, solo 9 aceptadas.

## Taxonomía
El género fue descrito por Edward Lee Greene y publicado en Pittonia 3(18A): 265–270. 1898. La especie tipo es: Tetraneuris acaulis (Pursh) Greene

## Algunas especies
A continuación se brinda un listado de las especies del género Tetraneuris aceptadas hasta julio de 2012, ordenadas alfabéticamente. Para cada una se indica el nombre binomial seguido del autor, abreviado según las convenciones y usos.
- Tetraneuris acaulis (Pursh) Greene
- Tetraneuris argentea (A.Gray) Greene
- Tetraneuris herbacea Greene
- Tetraneuris ivesiana Greene
- Tetraneuris linearifolia (Hook.) Greene
- Tetraneuris scaposa (DC.) Greene
- Tetraneuris torreyana (Nutt.) Greene
- Tetraneuris turneri (K.F.Parker) K.F.Parker
- Tetraneuris verdiensis R.A.Denham & B.L.Turner